# Radama I.

König Radama I.

Radama I. (* 1788; † 27. Juli 1828 in Tananarive) war Herrscher des Königreichs Madagaskar.
Der Sohn von Andrianampoinimerina wurde 1810 König von Madagaskar und behielt seinen Regierungssitz im Rova von Antananarivo bei, das sich nun als Hauptstadt des Staates Madagaskar bezeichnen konnte.
Radama setzte das Werk seines Vaters, die Unterwerfung der ganzen Insel, konsequent fort. Hierzu spielte er geschickt britische und französische Kolonialinteressen gegeneinander aus und erlangte schließlich militärische Unterstützung Großbritanniens. Mit dieser Hilfe gelang es ihm, bis 1824 die gesamte Insel unter seine Kontrolle zu bringen.
Radama forcierte einen sozialen und kulturellen Umbruch, er öffnete sein Land auch für Missionare aus Europa. So wurde auch das Malagasy erstmals schriftlich dokumentiert, 1817 verbot er den Sklavenhandel (de facto wurden aber weiterhin Sklaven gehandelt). Radama etablierte auch ein Kabinett nach angelsächsischem Vorbild.
Der Name Radama ist vom biblischen Urvater Adam (Ra-Adam) abgeleitet, was einen islamisch geprägten Hintergrund belegt, ohne dass die Königsfamilie selber dem islamischen Glauben zuzurechnen war. Islamische Siedler bevölkerten seit dem 11. Jahrhundert die Ostküste der Insel und hatten durch ihre Schriftgelehrten und Sterndeuter einen gewissen Einfluss, der bis in das Königshaus reichte.
Nach Radamas Tod kam es zu Unruhen auf Madagaskar, bei denen der Thronerbe ermordet wurde. Seine Nachfolgerin wurde Ranavalona I., eine seiner zahlreichen Ehefrauen.